# Jakub Mautner
Jakub Mautner (Mauder) zm. 1660 – rotmistrz rajtarii, neofita.

## Życiorys
Pochodził z mieszczańskiej rodziny żydowskiej osiadłej w ziemi lubelskiej. Był neofitą. Służbę wojskową rozpoczął w czasie najazdu szwedzkiego, od 1657 do 1659 był dowódcą lejbkompanii w regimencie rajtarskim hetmana polnego Jerzego Lubomirskiego. Pod Lubomirskim walczył ze Szwedami w Prusach Królewskich oraz w kampanii przeciw wojskom Rakoczego. W 1659 został mianowany rotmistrzem i dowódcą kompanii macierzystego regimentu. W 1660 wziął udział w wyprawie Lubomirskiego na Ukrainę przeciw połączonym siłom rosyjsko-kozackim. Zginął bohaterską śmiercią 7 października, w czasie bitwy pod Słobodyszczami walcząc z żołnierzami księcia Szeremietiewa zabit toporem po tym, gdy własną ręką położył koło dwudziestu, broniąc swojego dowódcę pułkownika Stefana de Odet.
Jego żoną była Krystyna z Jeziorkowskich, która w 1655 wniosła mu w posagu majątek ziemski Szelewkówka w powiecie berdyczowskim, a o który sądził się z rodziną Karwowskich. Zmarł bezpotomnie.